# Renske Endel
Renske Endel (Noord-Scharwoude, 13 juli 1983) is een voormalig Nederlands turnster, die in 2001 de eerste Nederlandse medaille sinds 1903 won op een wereldkampioenschap.
Haar beste toestel was de brug. Dit was ook het onderdeel waarop zij tijdens het WK in Gent zilver won, achter Svetlana Chorkina. Met de Nederlandse ploeg eindigde Endel als vijfde team van de wereld.
Bij het EK van 2002 in Patras won het Nederlands team zilver achter Rusland. Daarna werd Endel geplaagd door ziekte en na het voor Nederland teleurstellende WK van 2003 in Anaheim zette zij een punt achter haar topsportcarrière.
Endel volgde de opleidingen Voeding en Diëtiek, psychologie en de pabo, maar heeft deze niet afgemaakt. Sinds 2005 werkt ze als acrobatic performer.
Endel heeft in het blad Helden aangegeven het slachtoffer te zijn geweest van grensoverschrijdend gedrag in de turnwereld.